# Olivia Reeves
Olivia Lynn Reeves, född 19 april 2003, är en amerikansk tyngdlyftare.

## Karriär
Reeves tog guld vid junior-VM 2021. Vid världsmästerskapen 2023 tog hon brons, och blev uttagen att tävla vid sommar-OS 2024. Vid olympiska sommarspelen 2024 i Paris tog Reeves guld i 71 kg-klassen och noterade ett nytt olympiskt rekord i ryck på 117 kg.